# Sama Abdulhadi
Samaʼ Abdulhadi (سما عبد الهادي Samā ʿAbd al-Hādī; Jordania, 1990) es una DJ y productora musical palestina de techno, conocida como la "reina de la escena techno palestina".

## Biografía
Abdulhadi nació en Jordania en 1990. Su familia fue deportada de Palestina después de que en 1969 su abuela, Issam Abdulhadi, organizara una sentada y una huelga de hambre en la Iglesia del Santo Sepulcro en Jerusalén. En 1993, a la familia se le permitió regresar a Palestinay se instalaron en Ramallah. Cuando Abdulhadi tenía 13 años, durante la Segunda Intifada, las FDI se apoderaron de su bloque de apartamentos y obligaron a la familia a vivir en el tejado durante tres días.
Abdulhadi jugó para la selección palestina de fútbol antes de que una lesión interrumpiera su carrera futbolística.
Mientras estudiaba diseño de sonido en Beirut, Abdulhadi conoció la música techno después de escuchar un set del DJ japonés Satoshi Tomiie. Se mudó a El Cairo para trabajar como ingeniera de sonido y comenzó a pinchar discos en todo el Medio Oriente árabe. En 2018 regresó a Ramallah para realizar un set para la emisora en línea Boiler Room. 
En 2020, la Autoridad Palestina le concedió un permiso para actuar en la mezquita y el espacio de eventos Nabi Musa, pero palestinos religiosos irrumpieron en el lugar y la obligaron a detener la fiesta. Fue arrestada y encarcelada acusada de profanar un lugar religioso. Su fecha de audiencia se ha retrasado tres veces.
En 2022, Abdulhadi debía ser curadora de parte de la Palestina Music Expo, pero la inestabilidad política provocó la cancelación del evento. A principios de 2023 realizó una residencia de cuatro semanas en el club londinense Phonox. En abril de 2023 lanzó una nueva plataforma de música underground, Resilience, con dos fiestas de recaudación de fondos en Beirut. A principios de octubre de 2023, anunció que el 24 de noviembre se lanzaría una nueva recopilación de mezclas, Fabric Presents Sama ʼ Abdulhadi.
En junio de 2024, su set de DJ en Ramallah fue visto más de 13 millones de veces en YouTube. Ese mismo año, Abdulhadi fundó Union Collective, para proporcionar un espacio seguro para presentar a otros DJ en Palestina.